# Czech Darts Open 2020
Die Czech Darts Open 2020 sollten ursprünglich als ein Turnier der European Darts Tour 2020 im Rahmen der PDC Pro Tour 2020 vom 16. bis 18. Oktober in der Prager Královka Arena ausgetragen werden. Wegen der COVID-19-Pandemie wurde die zweite Austragung des gleichnamigen Ranglistenturniers jedoch am 21. August abgesagt.